# Eugène Grasset

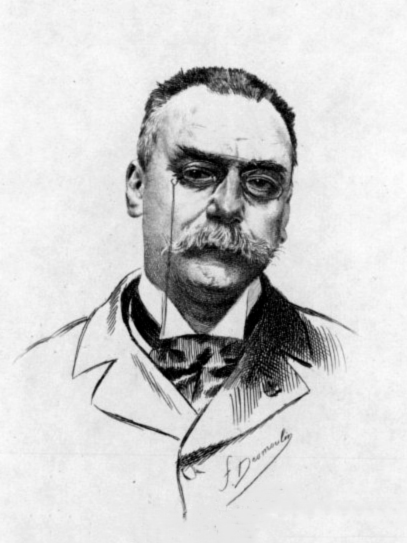
Eugène Grasset

Eugène Samuel Grasset (Lausanne, 25 mei 1845 - Sceaux, 23 oktober 1917) was een Zwitsers grafisch vormgever die in Parijs werkte tijdens de belle époque. Hij was in verschillende sectoren actief; hoewel hij vooral bekend werd door het ontwerpen van boeken en lettertypen, heeft hij ook onder andere meubels en glasramen ontworpen. Hij wordt gezien als een pionier in de art nouveau. 
Opgeleid tot architect, was hij aanvankelijk in Lausanne werkzaam als schilder en beeldhouwer. In 1871 ging hij naar Parijs waar hij vooral meubels en wandversiering ontwierp, juwelen en keramiek. In 1877 zette hij zich aan de grafische vormgeving en ontwierp een groot aantal affiches, maar ook postzegels voor zowel Frankrijk als Zwitserland. Grassets affiches hadden ook veel succes in de Verenigde Staten. 
Eind jaren negentig ontwierp hij een eigen lettertype, losjes gebaseerd op de letters van Nicolas Jenson, maar duidelijk in art-nouveauvormgeving. Deze letter, de Grasset,  werd in 1898 aangekocht door de lettergieterij van Georges Peignot en werd een van de gezichten van de art-nouveautypografie. 
- Bibliothèque nationale de France: cb120798008 (data)
- CiNii: DA02984636
- Gemeinsame Normdatei: 123520002
- Historisch woordenboek van Zwitserland: 021884
- International Standard Name Identifier: 0000 0001 1844 8354
- KulturNav: 1b3a4b6f-5019-4f77-905c-d437dbed00eb
- Library of Congress Control Number: n79007017
- Nationale Bibliotheek van Letland: 000215516
- Base Léonore: LH//1192/11
- Bibliotheek van het Japanse parlement: 00467460
- National Gallery of Victoria: 3876
- Nationale Bibliotheek van Tsjechië: xx0095269
- Nationale Bibliotheek van Israël: 987007446078905171
- Nationale Bibliotheek van Polen: a0000003670652
- Nederlandse Thesaurus van Auteursnamen: 068975139
- Réseau des bibliothèques de Suisse occidentale: 02-A003315209
- RKD-Nederlands Instituut voor Kunstgeschiedenis: 33380
- SIKART: 4022818
- SNAC: w61s026k
- Système universitaire de documentation: 027382109
- Union List of Artist Names: 500029865
- Virtual International Authority File: 95179440
- WorldCat: E39PBJvxxVhrJwr7MRFPmdMXVC